# Liste des expositions du musée des Beaux-Arts de Lyon
Cet article présente l'ensemble des expositions organisées par le musée des Beaux-Arts de Lyon depuis son ouverture jusqu'à nos jours.

## AuXIXesiècle

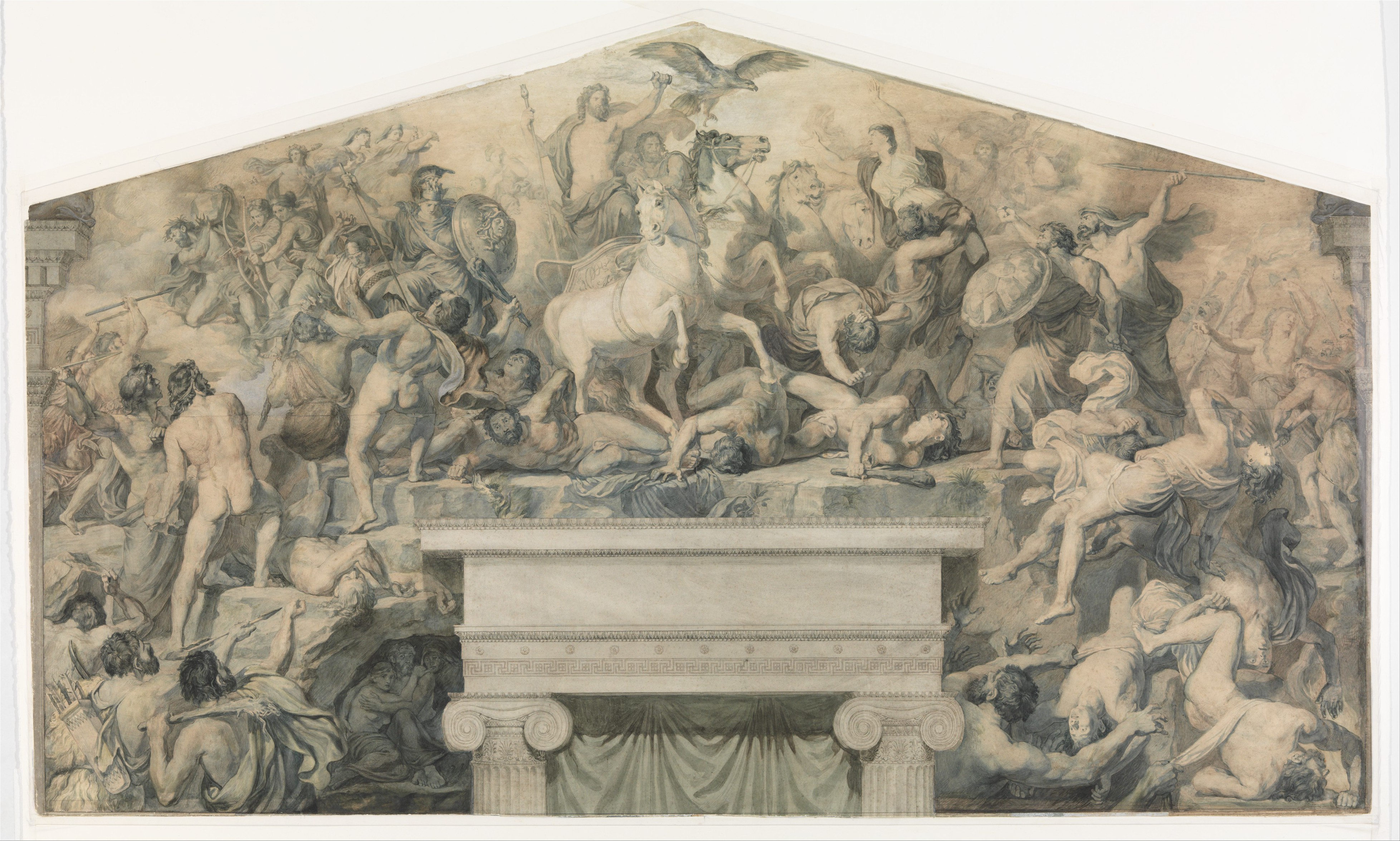
carton préparatoire de Paul Chenavard pour la fresque Bataille des dieux de l'Olympe et des Géants, Metropolitan Museum of Art

### 1876
- Exposition des cartons de Paul Chenavard (-)

### 1889
- Centenaire de la Révolution (13 juillet - ? )
Dans le cadre des festivités nationales du centenaire de la Révolution française, le musée organise une exposition avec des pièces et des archives. Cette rétrospective historique montre un aspect du musée qui deviendra le Musée historique de Lyon en 1921[1].

## AuXXesiècle
Au XXe siècle, le musée commence à organiser de manière régulière des expositions temporaires, la plupart du temps accompagnées de l'édition d'un catalogue. Après une première en 1925, une régularité s'instaure à partie de la fin des années 1930 avec une alternance entre des rétrospectives et des mise en avant de la peinture régionale.
Après le départ de René Jullian en 1963, la politique d'exposition du musée est moins assurée, et procède davantage d'occasions saisies au vol que d'un choix réfléchi sur le long terme. Les différents directeurs conservent toutefois la volonté de présenter la scène lyonnaise, mais l'art international contemporain devient le grand absent de la politique d'exposition de l'institution.

### De 1910 à 1919

#### 1913
- Rodin[2] ( ? - ? )

### De 1920 à 1929

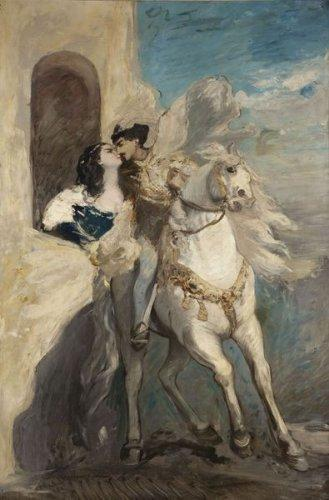
Le Baiser d'adieu, Jean Seignemartin, Collection particulière

#### 1925
- Jean Seignemartin (du 28 novembre 1925 au 15 janvier 1926)
Cette exposition, la première du genre, est un hommage du peintre lyonnais Jean Seignemartin pour la cinquantenaire de son décès[3].

### De 1930 à 1939
La fin des années 1930 voient le musée s'ouvrir aux expositions temporaires de manière volontariste, sous la houlette de son conservateur René Jullian ; alternant celles consacrées aux artistes locaux et celles s'ouvrant à l'art contemporain.

#### 1936
- Corot (du 24 mai 1936 au 28 juin 1936)

#### 1937

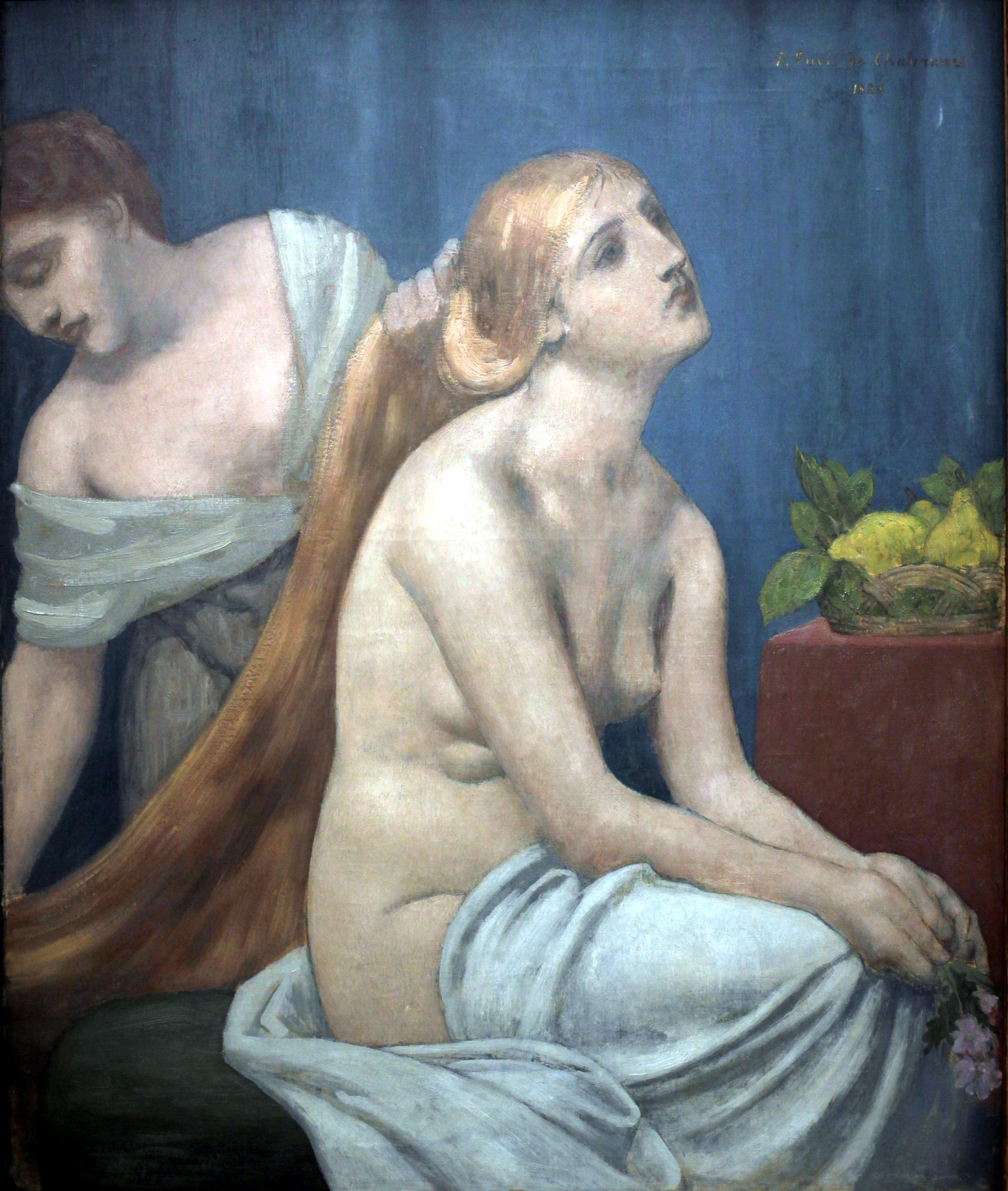
La Toilette, 1883, Tableau de Puvis de Chavannes prêté par le Louvre pour l'exposition sur le peintre.

- L’art lyonnais contemporain (en juin 1937)
- Estampes japonaises anciennes et modernes (du 24 janvier 1937 au 14 février 1937)
- Puvis de Chavannes et la peinture lyonnaise du XIXe siècle (du 7 juin 1937 au -)
Cette exposition retrace l'ensemble de l'œuvre de Puvis de Chavannes ainsi que ces relations avec l'école de peinture lyonnaise ; elle comprend plus de 50 tableaux et des dessins[6]. Organisée en même temps que l'exposition universelle de Paris, elle en profite pour attirer des visiteurs venus de loin. Pour cette exposition, le Musée du Louvre prête La Toilette[7].

#### 1938
- 120 peintures étrangères contemporaines (du 11 mai 1938 au -)
Cette exposition est une réponse du conservateur du musée des Beaux-Arts, René Jullian, au repli nationaliste de l'avant-guerre et tente de montrer la qualité et la variété de l'art contemporain international[8].

#### 1939
- Centenaire de Paul Cézanne (du 8 mai 1939 au -)

### De 1940 à 1949

#### 1941
- Chefs-d’œuvre espagnols (en octobre 1941)

#### 1942
- De l’impressionnisme à nos jours (en mai 1942)

#### 1944
- Les cartons de Paul Chenavard (du 30 avril 1944 au -)

#### 1945
- Quatre rétrospectives : Maillol, Vuillard, Boussingault, la Patellière (du 9 juin 1945 au 1er juillet 1945)

#### 1946
- Daumier polémiste (du 27 janvier 1946 au 17 février 1946)
- Rétrospective François Vernay (du 11 mai 1946 au 1er juin 1946)
- Peintures d’enfants anglais (du 21 novembre 1946 au 5 décembre 1946)
- Peintres et sculpteurs luxembourgeois (du 21 décembre 1946 au 11 janvier 1947)

#### 1947
- La peinture anglaise contemporaine (en janvier 1947)
- Tapisseries anciennes et modernes (du 1er mars 1947 au 25 mars 1947)
- 1er salon national de la photographie (-)

#### 1948
- Œuvres italiennes de Bouguereau (du avril 1948 au mai 1948)
- 2e salon national de la photographie (-)

#### 1949
- La reliure originale (du 10 mai 1949 au 31 mai 1949)
- La peinture lyonnaise du XVIe au XIXe siècle (du 26 juillet 1949 au 30 octobre 1949)
- Les grands courants de la peinture contemporaine (du 23 juin 1949 au 31 juillet 1949)
Cette exposition est la première consacrée à l'art contemporain à Lyon. Les critiques d'art Jean-Jacques Lerrant et René Deroudille, qui ont été actif auprès des autorités du musée pour promouvoir les peintures les plus récentes, participent au catalogue[3].
- Peintures chinoises anciennes et modernes (de décembre 1949 à janvier 1950)
- 3e salon national de la photographie (-)

### De 1950 à 1959

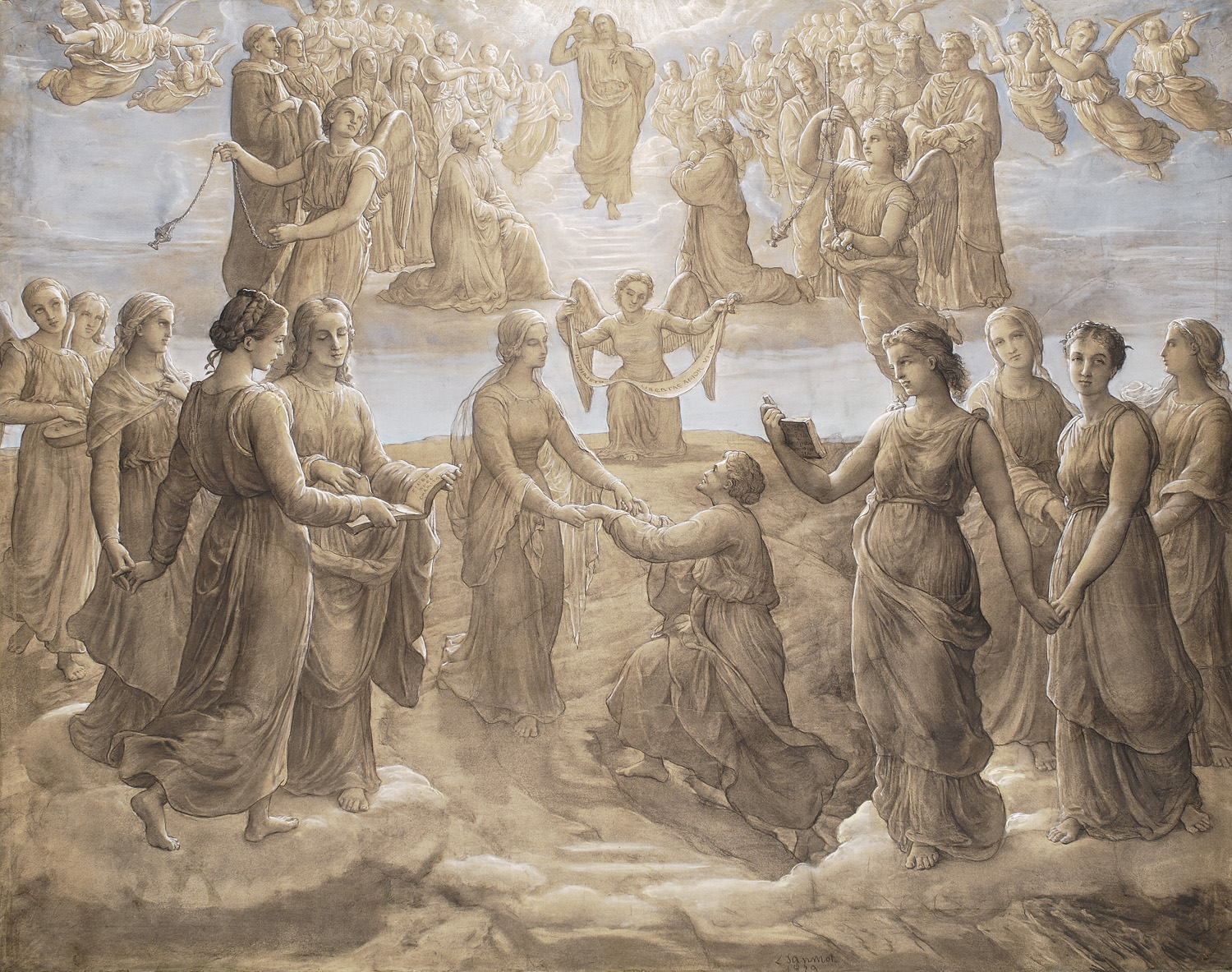
Sursum corda, ultime dessins du Poème de l'âme de Louis Janmot. Musée des Beaux-Arts de Lyon.

Durant les années 1950, René Jullian poursuit sa politique d'expositions audacieuses, soutenu par le critique d'art René Deroudille. Ce dernier est pleinement partie prenante de l'organisation des rétrospectives de Léger ou de Robert et Sonia Delaunay. Cette série est permise par le succès de la première a oser s'engager dans cette voie, montée en 1949 dans le cadre du festival Lyon-Charbonnières. Ces rétrospectives de grands artistes organisées au musée permettent aux conservateurs René Jullian et Madeleine Rocher-Jauneau de prendre contact avec les héritiers en vue d'acquérir des œuvres contemporaines,.

#### 1950
- Le Poème de l’âme de Janmot[11] (du 5 mars 1950 au 6 avril 1950)
- La peinture belge contemporaine (du 22 juin 1950 au 21 octobre 1950)
- Les Pensées de Pascal illustrées par Albert Gleizes (du 2 décembre 1950 au 31 décembre 1950)
- 4e salon national de la photographie (-)
- Médailles de Louis Rousselon (en décembre 1950)

#### 1951
- Vincent Van Gogh (du 27 janvier 1951 au 12 mars 1951)
Cette exposition réunit 83 peintures et 17 dessins de l'artiste[12].
- 5e salon national de la photographie (-)
- Roger de la Fresnaye (du 21 décembre 1951 à février 1952)

#### 1952
- Miserere de Georges Rouault (-)
- Photographies de la Yougoslavie (du 24 février 1952 au 1er mars 1952)
- Bourdelle (exposition)|Bourdelle (du 15 mars 1952 au -)
- Renoir (exposition)|Renoir (du 21 juin 1952 au 15 août 1952)
- Peintres d’aujourd’hui, France - Italie (en décembre 1952)

#### 1953
- L’art danois contemporain (de janvier 1953 à février 1953)
- Peintres et sculpteurs luxembourgeois (en mai 1953)
- Picasso (du 30 juin 1953 au 27 septembre 1953)
Cette exposition, la première consacrée en France au peintre après la Seconde Guerre mondiale, a un grand retentissement et connait un succès public important avec 36000 spectateurs. Picasso en cette occasion offre au musée son tableau Le buffet du Catalan, réalisé pendant la guerre en 1943[13],[8].
- Othon Friesz (de octobre 1953 à décembre 1953)
- 7e salon national de la photographie (-)

#### 1954
- Les peintres témoins de leur temps : le dimanche (du 10 janvier 1954 au 14 février 1954)
- La gravure contemporaine aux États-Unis (du 20 février 1954 au 20 mars 1954)
- 8e salon national de la photographie (-)
- Les villas de la Vénétie (en juillet 1954)
- Exposition d’art sacré (du 23 mai 1954 au 20 juin 1954)
- Bronzes antiques de Sardaigne (de juillet 1954 à août 1954)
- Pierre Bonnard (du 1er juillet 1954 au 26 septembre 1954)
- Monuments romans de Bourgogne (du 18 novembre 1954 au 4 décembre 1954)
- Courbet (du 7 novembre 1954 au 2 janvier 1955)

#### 1955
- Peintres toscans contemporains (-)
- Fernand Léger (du 28 juin 1955 à août 1955, prolongée jusqu'au 16 octobre 1955)
- 9e salon national de la photographie (-)

#### 1956
- Dessins de Tadeusz Kulisiewicz (du 15 janvier 1956 au 12 février 1956)
- Fresques serbes médiévales de N.D. de Ljevicha (du 18 février 1956 au 11 mars 1956)
- La Yougoslavie vue par les yeux du photographe artiste (-)
- L’art de l’affiche : sélection d’affiches suisses (du 28 mars 1956 au 22 avril 1956)
- Tapisseries contemporaines (du 29 avril 1956 au 27 mai 1956)
- Le Corbusier (du 23 juin 1956 au 10 novembre 1956)
- 10e salon national de la photographie (-)

#### 1957
- Peintres allemands contemporains (du 15 février 1957 au 3 mars 1957)
- Œuvres d’art des musées universitaires américains (de mars 1957 à avril 1957)
- Quatre artistes de Lyon : Beyer, Bouquet, Dubost, Linossier (du 5 mai 1957 au 16 juin 1957)
- Dufy (du 24 juin 1957 au 30 novembre 1957)
Lors de cette première exposition du musée consacrée à Dufy, sa veuve offre au musée la version du Cargo Noir[14] de 1952[15].
- Images gravées de la beauté féminine (du 6 décembre 1957 au 2 février 1958)

#### 1958
- Expositions du bimillénaire de Lyon (-)
- 12e salon international de la photographie (du 9 janvier 1958 au 2 mars 1958)
- Kandinsky (de avril 1958 à mai 1958)
- Kibô Kodama (du 18 avril 1958 au 8 mai 1958)

#### 1959
- Zadkine (de mars 1959 à avril 1959)
- Robert et Sonia Delaunay (du 28 juin 1959 au 18 octobre 1959)
- Peintres et sculpteurs italiens du futurisme à nos jours (du 23 octobre 1959 au 6 décembre 1959)
- Les débuts de la Réforme en France (en décembre 1959)
- 13e salon national de la photographie (-)

### De 1960 à 1969

#### 1960
- Hayden (du 15 janvier 1960 au -)
- Charles Walch (en mars 1960)

#### 1961
- Cappiello (du 30 juin 1961 au 16 septembre 1961)
- Salon international du portrait photographique (-)

#### 1962
- Picasso, gravures et céramiques (de avril 1962 à mai 1962)
- Art ancien et moderne de Francfort-sur-le-Main (1460-1960) (du 16 mai 1962 au 17 juin 1962)
- Marcel Gimond (de juillet 1962 à septembre 1962)
- Marquet (du 20 octobre 1962 au 20 janvier 1963)

#### 1963
- Images 63, salon international de la photographie (de janvier 1963 à février 1963)
- Hans et Lea Grundig (du 17 mars 1963 au 12 mai 1963)
- Goya, gravures de la collection Laszlo (du 25 janvier 1963 au 25 mars 1963)
- Henry Valensi et le musicalisme (du 22 mai 1963 au 19 septembre 1963)
- Jean Puy (du 9 novembre 1963 au 31 janvier 1964)

#### 1964
- Abstraits wallons (-)
- Formes danoises : l’art de l’intérieur au Danemark (du 17 avril 1964 au 27 mai 1964)
- Van Dongen (du 26 juin 1964 au 11 octobre 1964)
- Peinture classique du XVIIe français et italien du Louvre (du 28 octobre 1964 au 3 janvier 1965)

#### 1965
- Architecture finlandaise (de avril 1965 à mai 1965)
- Marinot (du 19 juin 1965 au 10 octobre 1965)

#### 1966
- USA nouvelle peinture (du 12 février 1966 au -)
- A. Lhote (du 18 mars 1966 à avril 1966)
- Hommage à Jean Lurçat (du 22 juin 1966 au 18 septembre 1966)
- Peintures et aquarelles anglaises 1700-1900 du musée de Birmingham (du 23 octobre 1966 au 20 novembre 1966)
- HAP Grieshaber (en décembre 1966)

#### 1967
- Michel Larionov (du 17 mars 1967 au 15 mai 1967)
- André Masson (du 16 juin 1967 au -)
- Trois siècles de papier peint (de novembre 1967 à janvier 1968)

#### 1968
- USA groupe 68 : hommage à Loren MacIver (du 28 février 1968 au -)
- Gaston Chaissac (du 23 avril 1968 au 23 mai 1968)
- Survage (du 18 octobre 1968 au -)
- Musée de Leverkusen, peintures, sculptures, mobiles (du 29 novembre 1968 au 16 février 1969)

#### 1969
- Alexandre Archipenko (du 25 avril 1969 au 25 mai 1969)
- Emil Nolde (du 20 juin 1969 au 5 octobre 1969)
- Nathalie Gontcharova (du 6 décembre 1969 au 31 janvier 1970)

### De 1970 à 1979

#### 1970
- Benn, les psaumes (du 3 mars 1970 à fin avril 1970)
- Tony Garnier (du 28 avril 1970 au 30 mai 1970)
- Alexej Jawlensky (du 24 juin 1970 au 24 septembre 1970)
- Werner Scholz (du 16 décembre 1970 au 31 janvier 1971)

#### 1971
- Ernst Ludwig Kirchner : aquarelles et dessins (du 15 février 1971 au 15 mars 1971)
- Théâtre et écriture dramatique dans la région Rhône-Alpes (en mai 1971)

#### 1972
- Cent dessins du musée Kröller-Müller (du 16 février 1972 au 2 avril 1972)
- Jérôme Wallace batiks (de avril 1972 à mai 1972)
- Tapisseries anciennes (de juin 1972 à août 1972)
- Art ancien du Mexique et du Pérou (de octobre 1972 à décembre 1972)

#### 1973
- Tapisseries finlandaises (du 9 février 1973 au 11 mars 1973)
- Filiberti (du 29 mars 1973 au 29 avril 1973)
- Le nuagisme même (de juin 1973 à août 1973)
- Autoportraits de Courbet (du 25 juillet 1973 au 25 octobre 1973)
- Jean-Baptiste Willermoz et la franc-maçonnerie lyonnaise au XVIIIe siècle (du 5 octobre 1973 au 3 novembre 1973)
- Estampes de l’Ecole de Fontainebleau (en novembre 1973)

#### 1974
- Le peintre et sa palette (du 11 janvier 1974 au 28 janvier 1974)
- Les Dogons, art du Mali (du 16 février 1974 au 17 mars 1974)
- Affiches américaines de la Belle Epoque (en avril 1974)
- Les turbulents d’Alain Bourbonnais (du 11 mai 1974 au 17 juin 1974)
- Marta Pan, sculptures - André Wogenscky, architecture - Robert Wogensky, tapisseries (du 15 juin 1974 au 15 septembre 1974)
- La femme vue par les lithographies romantiques (du 20 novembre 1974 au 8 janvier 1975)
- Art contemporain polonais (du 10 décembre 1974 au 30 décembre 1974)

#### 1975
- Exposition du prix des critiques d’art lyonnais (du 11 janvier 1975 au 31 janvier 1975)
- Artistes francofortois contemporains (du 17 janvier 1975 au 16 février 1975)
- Les recherches de Paul Beyer de 1907 à 1931 (du 20 février 1975 au 23 mars 1975)
- Art populaire mexicain (en mars 1975)
- Juan Martinez, des cas et des conséquences (du 11 avril 1975 au 11 mai 1975)
- Madoura, hommage à Suzanne Ramié (du 28 juin 1975 au 25 septembre 1975)
- Bijoux contemporains finlandais (du 15 octobre 1975 au 16 novembre 1975)
- Christian Rohlfs (de novembre 1975 à décembre 1975)
- Exposition du prix des critiques d’art lyonnais (du 10 décembre 1975 au 31 décembre 1975)

#### 1976
- Maria Primatchenko (de janvier 1976 à février 1976)
- Pierre Bettencourt (du 20 janvier 1976 au 20 février 1976)
- Les "Ziniars" 1920-1924 (du 10 mars 1976 au 11 avril 1976)
- Jo et Paulette Ciesla (du 9 avril 1976 au 9 mai 1976)
- Hommage à Louis Thomas (de juin 1976 à août 1976)
- Groupe Témoignage 1936-1943 (du 17 juin 1976 au 5 décembre 1976)
- Le poème de l’âme de Janmot[16] (du 4 septembre 1976 au 3 octobre 1976)
- Rétrospective Blanc et Demilly, photographes à Lyon 1924-1964 (du 20 octobre 1976 au -)
- Exposition du prix des critiques d’art lyonnais (du 23 décembre 1976 au 5 janvier 1977)

#### 1977
- Myriam Bros (de janvier 1977 à février 1977)
- Culture et révolution : l’affiche cubaine contemporaine (du 16 février 1977 au 13 mars 1977)
- Gravures et tapisseries estoniennes (du 27 mars 1977 au 10 avril 1977)
- Ernst Barlach (du 18 avril 1977 au 22 mai 1977)
- Nouvelles acquisitions et tableaux de fleurs de l’Ecole lyonnaise (du 16 juin 1977 au 4 septembre 1977)
- Dessins étranges, objets et sculptures insolites (du 7 septembre 1977 au 29 septembre 1977)
- Lars Bo (en octobre 1977)
- Sculptures, miniatures et feuilles graphiques de Finlande (de décembre 1977 à janvier 1978)

#### 1978
- Moskovtchenko (du 21 janvier 1978 au 20 février 1978)
- Les techniques de la gravure en couleur au XVIIIe siècle (de mars 1978 à avril 1978)
- Paul Chenavard (du 18 avril 1978 au 14 mai 1978)
- Collectif génération (de mai 1978 à juin 1978)
- Le Poème de l’âme de Janmot (du 21 juin 1978 au 19 juillet 1978)
- Peinture religieuse et symboliste XIXe (du 21 juillet 1978 au 6 septembre 1978)
- Eisenstein 1898-1948, suite de dessins (du 15 septembre 1978 au 15 novembre 1978)
- Giorgio Morandi (de novembre 1978 à décembre 1978)

#### 1979
- Poteries anglaises contemporaines (de avril 1979 à mai 1979)
- Jean-Jacques Heuzé (du 26 avril 1979 au 26 mai 1979)
- Claudius Linossier dinandier (1893-1953) (du 7 juin 1979 au 8 juillet 1979)
- Bijoux et costumes populaires italiens (de juillet 1979 à septembre 1979)
- June Wayne, tapisseries, lithographies (du 20 septembre 1979 au 21 octobre 1979)
- Henri Vieilly (du 26 octobre 1979 au 30 décembre 1979)

### De 1980 à 1989
À partir de 1988 et jusqu'en 1995, le musée utilise l'ancienne église Saint-Pierre pour organiser de grandes expositions, avant que les lieux ne soient dédiés aux sculptures, après le départ du musée d'art contemporain.

#### 1980
- Otto Dix, der Krieg (du 10 janvier 1980 au 10 février 1980)
- Dessins de maîtres des Pays-Bas (du 20 mars 1980 au 20 avril 1980)
- Gravures de Henri Goltzius et de son époque (du 21 mai 1980 au 7 juillet 1980)
- Soufflot et son temps (du 19 juin 1980 au 31 août 1980)
- Käthe Kollwitz : gravures, dessins, sculptures (du 4 novembre 1980 au 31 décembre 1980)
- L'Identité flamande dans la peinture moderne (du 19 décembre 1980 au 15 janvier 1981)

#### 1981
- Silvestro Lega (en mars 1981)
- Pierre Pelloux (du 28 avril 1981 à fin mai 1981)
- Hundertwasser, l'œuvre graphique 1952-1978 (du 11 juin 1981 au 10 juillet 1981)
- Les peintres de l’âme, art lyonnais du XIXe siècle (de juin 1981 à septembre 1981)

#### 1982
- Emil Orlik : dessins et gravures (du 15 janvier 1982 au 15 février 1982)
- Lachièze-Rey (de mars 1982 à avril 1982)
- Fleurs de Lyon 1807-1917 (de juin 1982 à septembre 1982)
- Jean-Robert Ipoustéguy (d'octobre 1982 à décembre 1982)

#### 1983
- Paul Janin (du 26 janvier 1983 au 28 février 1983)
- Willi Baumeister, peintures, dessins (de mars 1983 à avril 1983)
- Eugène Baudin (de juin 1983 à septembre 1983)
- Georges Dufrenoy (de novembre 1983 à janvier 1984)

#### 1984
- Serpan (du 16 mars 1984 au 30 avril 1984)
- Paysagistes lyonnais 1800-1900 (de juin 1984 à septembre 1984)

#### 1985
- 20 sculpteurs et leurs fondeurs (du 16 janvier 1985 au 21 février 1985)
- Hippolyte, Paul et Auguste Flandrin, une fraternité picturale au XIXe siècle (du 5 mars 1985 au 19 mai 1985)
- Pierre Combet-Descombes (du 20 juin 1985 au 15 septembre 1985)
- Orsay avant Orsay (-)

#### 1986
- Henry Comby (-)
- Jacques Truphémus (en février 1986)
- L’homme et la mort, danses macabres de Dürer à Dali (du 5  1986 au 30 mars 1986)
- Collection Bullukian (du 26 mai 1986 à septembre 1986)
- Portraitistes lyonnais 1800-1914 (de juin 1986 à septembre 1986)
- Bossan - Armand-Calliat (de octobre 1986 à décembre 1986)

#### 1987
- Henri Matisse, l’art du livre (du 9 avril 1987 au 14 juin 1987)
- Réalité et fantaisie dans la peinture napolitaine XVIIe-XIXe (du 14 mai 1987 au 14 juin 1987)
- Musée de Saint-Etienne (du 11 décembre 1987 au 21 février 1988)
- Quattrocento (du 19 novembre 1987 au 3 avril 1988)

#### 1988
- Triomphe et mort du héros (du 19 mai 1988 au 17 juillet 1988)
- Le Louvre à Lyon, Saint Thomas de Georges de la Tour (du 26  1988 au 29 mai 1988)
- Camille Claudel, l’âge mûr (du 1er février 1988 au 30 avril 1988)
- La couleur seule : l'expérience du monochrome (du 7 octobre au 5 décembre)

#### 1989
- De Géricault à Léger (du 18 mai 1989 au 3 septembre 1989)
- Les Muses de Messidor (du 22 novembre 1989 au 11 février 1990)

### De 1990 à 1999
Depuis l'exposition de 1988 La couleur seule : l'expérience du monochrome, le musée d'art contemporain (alors autonome mais présent au sein du bâtiment sur trois étages) dirigé par Thierry Raspail conduit une politique d'expositions de grande qualité qui lui permettent d'acquérir une réputation internationale. Ceci jusqu'en 1995, lorsque le musée d'art contemporain déménage sur le site de la cité internationale.

#### 1990
- Trois ans de restaurations et d’acquisitions 1987-1989 (du 26 avril 1990 au 29 juillet 1990)
- Vuillard (du 19 septembre 1990 au 19 novembre 1990)

#### 1991
- Tony Garnier, l’œuvre complète (du 20 mars 1991 au 9 juin 1991)

#### 1992
- Flandre et Hollande au siècle d’or, chefs-d’œuvre des musées de Rhône-Alpes (du 25 avril 1992 au 12 juillet 1992)
- Picasso, le Tricorne (du 13 septembre 1992 au 15 novembre 1992)

#### 1993
- Ernest Meissonnier, rétrospective (du 25 mars 1993 au 27 juin 1993)
- Dessins lyonnais du XVIIe au XIXe siècle (du 23 octobre 1993 au 16 janvier 1994)
- Photographies de Jean-Louis Garnell (du 23 octobre 1993 au 16 janvier 1994)

#### 1994
- Romantisme, de Delacroix à Janmot (du 17 mars 1994 au 19 juin 1994)
- Maurice Denis (du 29 septembre 1994 au 18 décembre 1994)

#### 1995
- Les Giacometti de la Fondation Maeght (du 9 février 1995 au 9 avril 1995)
- Les beaux paresseux de l’âge d’or d’Ingres (du 9 février 1995 au 9 avril 1995)
- Breitner et son temps (du 8 juin 1995 au 27 août 1995)

#### 1996
- François-Auguste Ravier (du 15 février 1996 au 28 avril 1996)
- Le Trésor des Terreaux (du 1er juin 1996 au 16 février 1997)
- Nouvelles acquisitions 1990-1995 (du 19 septembre 1996 au 1er décembre 1996)

#### 1997
- Van Dongen retrouvé, l’œuvre graphique 1895-1912 (du 24 janvier 1997 au 6 avril 1997)
- Un combat pour l'art moderne, hommage à René Deroudille (du 29 mai 1997 au 17 août 1997)
- Barye, la griffe et la dent (du 16 octobre 1997 au 11 janvier 1998)
- Touchez s’il vous plaît (du 17 octobre 1997 au 11 janvier 1998)

#### 1998
- Matisse, la collection du centre Georges Pompidou (du 4 avril 1998 au 28 juin 1998)
Cette exposition est la résurgence d'un projet débuté du vivant même de l'artiste par René Jullian, qui n'avait pas eu lieu à la suite du refus de Henri Matisse lui-même et est organisée avec la coopération étroite du Centre Pompidou[19].
- Rodin, les métamorphoses de Mme F. (du 1er octobre 1998 au 6 décembre 1998)
- Puvis de Chavannes au musée des Beaux-Arts de Lyon (du 1er octobre 1998 au 6 décembre 1998)

#### 1999
- Raoul Dufy (du 28 janvier 1999 au 18 avril 1999)
Lors de cette exposition hommage, la seconde organisée par le musée, il est décidé de placer une œuvre monumentale de Dufy, La Seine, de Paris à la mer, conservée dans les réserves du Centre Pompidou, dans la salle du restaurant du musée[15].
- L’album de portraits d’Hippolyte Flandrin (du 20 mai 1999 au 29 août 1999)
- François Vernay 1821-1896 (du 23 septembre 1999 au 19 décembre 1999)
- Œuvres du XXe siècle, actualités d’une collection (du 18 novembre 1999 au 26 mars 2000)

## AuXXIesiècle

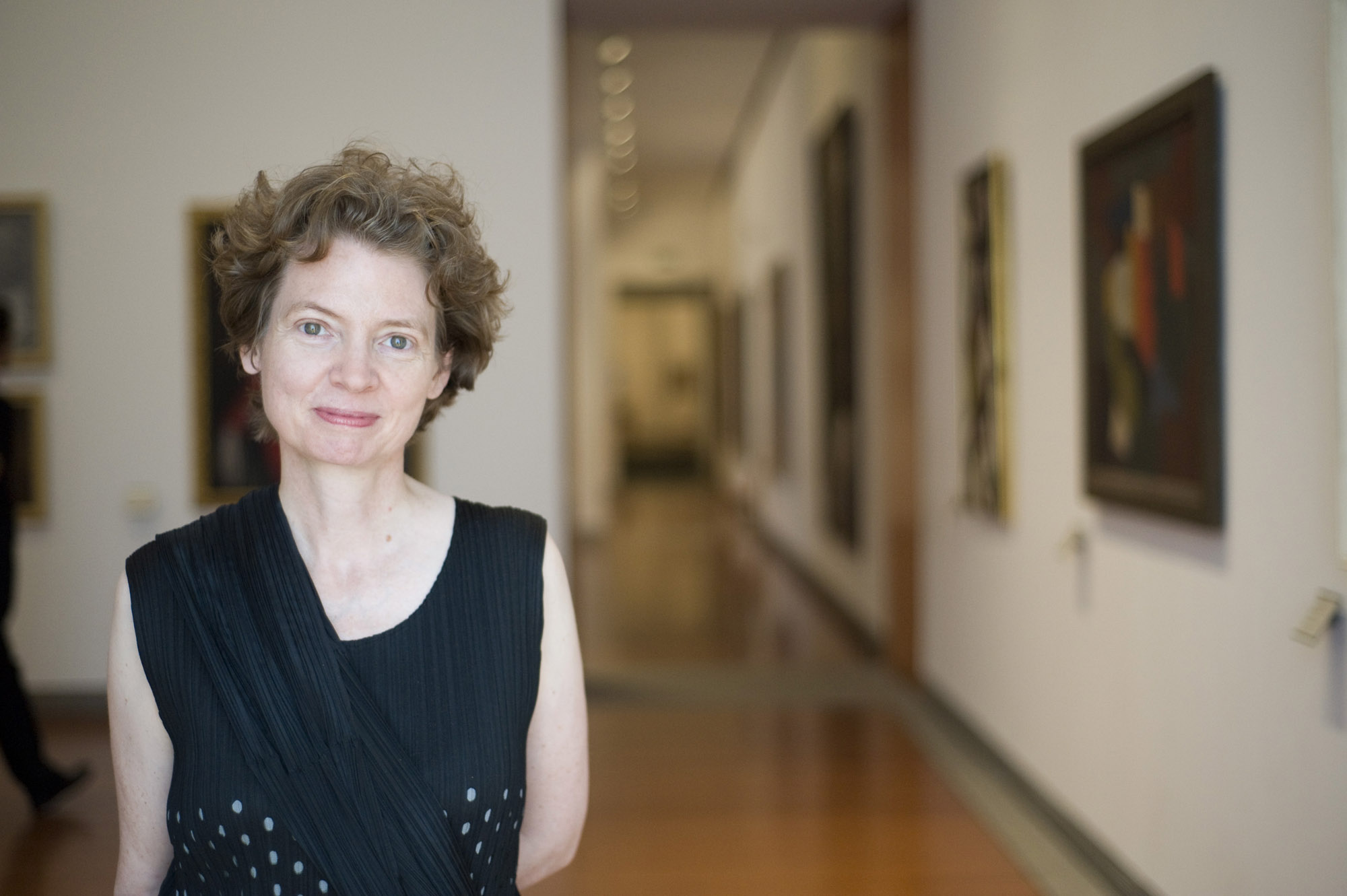
Sylvie Ramond, directrice du musée des Beaux-Arts de Lyon depuis 2004.

À partir de 2004, la directrice Sylvie Ramond entame une réorientation de la politique du musée pour réhausser les collections et les expositions, alliant souvent la recherche la plus actuelle avec des thèmes ouverts au grand public. Elle parvient avec son équipe à faire progresser la fréquentation malgré des sujets quelquefois pointus. L'une des expositions la plus représentative de cette volonté est "Joseph Cornell et les surréalistes à New York", de 2013, où il est également possible de sentir la patte de Sylvie Ramond : « « Cornell est sans nul doute sa plus belle exposition, la plus personnelle aussi », estime Pierre Wat, professeur d'histoire de l'art contemporain à l'umversité de Paris I et commissaire avec Sylvie Ramond de l'exposition « Étienne-Martin » au Musée des beaux arts de Lyon en 2011 ».
C'est ainsi que des expositions ont été construites pour faire découvrir de grands ensembles d'œuvres (La collection Grenville L. Winthrop, Le Royaume d'Ougarit ou Le Génie de l'Orient), d'autres pour présenter au public des domaines faiblement exporés (Le temps de la peinture ou Repartir à zéro) et deux d'entre elles ont permis au musée de présenter des sélections de ces richesses lors d'évènements lointains (exposition universelle de Shangai et les Saisons France-Afrique du Sud).

### De 2000 à 2009

#### 2000
- Coptos, l'Égypte antique aux portes du désert (du 3 février 2000 au 7 mai 2000)
- Nicolas Poussin les bergers d’Arcadie (de mars 2000 à mars 2001)
- Paul Chenavard, le peintre et le prophète (du 8 juin 2000 au 27 août 2000)
- Settecento, le siècle de Tiepolo (du 5 octobre 2000 au 7 janvier 2001)

#### 2001
- Le très singulier Vallotton (du 21 février 2001 au 20 mai 2001)
- Camille Pissarro, Paris, le Pont Neuf (du 28 mars 2001 au 30 mai 2001)
- Gleizes, le cubisme en majesté (du 6 septembre 2001 au 10 décembre 2001)
- Collection Berardo, choisies du XXe (du 5 octobre 2001 au 14 janvier 2002)
- Moly-Sabata : Scoli Acosta, Laurent Chambert, Philippe Durand (du 7 décembre 2001 au 14 janvier 2002)

#### 2002
- Autour de l’arrivée de l’euro (du 14 janvier 2002 au 15 mars 2002)
- Magdeleine Vessereau (du 16 janvier 2002 au 18 février 2002)
- Le calife, le prince et le potier (du 2 mars 2002 au 22 mai 2002)
- De la main au papier, les techniques du dessin (du 7 mars 2002 au 26 mai 2002)
- L’école de Barbizon, peindre avant l’impressionnisme (du 22 juin 2002 au 9 septembre 2002)
- Alfred Sisley poète de l’impressionnisme (du 10 octobre 2002 au 6 janvier 2003)

#### 2003
- Symboles sacrés, quatre mille ans d’art des Amériques (du 20 février 2003 au 20 avril 2003)
- L'impressionnisme au musée des Beaux-Arts de Lyon, histoire de la collection (du 24 février 2003 au 12 mai 2003)
- La collection Grenville L. Winthrop (du 14 mars 2003 au 26 mai 2003)
- Jean Couty (en avril 2003)
- Cent monnaies de légende (du 7 juillet 2003 au 8 septembre 2003)
- Adrien Bas, peintre lyonnais (du 19 septembre 2003 au 15 décembre 2003)
- Portraits d'enfance (du 8 octobre 2003 au 15 décembre 2003)
- Leonetto Cappiello (du 9 octobre 2003 au 15 décembre 2003)

#### 2004
- Pierre Buraglio, avec qui ? A propos de qui ? (du 14 janvier 2004 au 2 mai 2004)
Cette exposition fait suite à la résidence de Pierre Buraglio durant deux ans au sein du musée, exposition proposant donc un reflet des collections du musée, revisitée par l'artiste[21].
- La vie des formes, Henri Focillon et les arts (du 22 janvier 2004 au 26 avril 2004)
- Fernand Léger (exposition)|Fernand Léger (du 1er juillet 2004 au 20 septembre 2004)
- Histoires d'un musée, parcours du bicentenaire (du 15 septembre 2004 au 2 mai 2005)
- Le royaume d'Ougarit, aux origines de l'alphabet (du 21 octobre 2004 au 17 janvier 2005)

#### 2005
- Impressionnisme et naissance du cinématographe (du 15 avril 2005 au 18 juillet 2005)
- L'île de Faïlaka. Archéologie du Koweït (du 16 juin 2005 au 3 octobre 2005)
- Dessins de Rodin (-)
- Braque Laurens un dialogue (du 21 octobre 2005 au 30 janvier 2006)

#### 2006
- Six années d'acquisitions 2000-2005 (du 18 janvier 2006 au 10 juillet 2006)
- L’Énigme du retable dispersé (du 1er avril 2006 au 19 juin 2006)
- Géricault, la folie d’un monde (du 19 avril 2006 au 30 juillet 2006)
- Histoire d’un œil, la collection André Dubois (du 6 juillet 2006 au 25 septembre 2006)
- Jacques Stella (1596-1657) (du 17 novembre 2006 au 19 février 2007)
- Peinture à Lyon au XVIIe (du 17 novembre 2006 au 19 février 2007)
- Médailles du XVIIe (du 17 novembre 2006 au 19 février 2007)

#### 2007
- Le temps de la peinture (du 20 avril 2007 au 30 juillet 2007)
- Le plaisir au dessin, carte blanche à Jean-Luc Nancy (du 12 octobre 2007 au 14 janvier 2008)
- Exposition-dossier L'Égypte antique à travers la collection de l'Institut d'égyptologie Victor-Loret (du 18 octobre 2007 au 21 janvier 2008, prolongée jusqu'au 11 février 2008)

#### 2008
- Nicolas Poussin, La Fuite en Égypte, 1657 (du 15 février 2008 au 19 mai 2008)
- Exposition-dossier Max Schoendorff, Ex-traits et Jean Raine, La Proie de l'Ombre (du 8 mars 2008 au 9 juin 2008)
- Exposition-dossier Dess(e)ins italiens (du 20 juin 2008 au 29 septembre 2008)
- Exposition-dossier Armand Avril (du 20 juin 2008 au 29 septembre 2008)
- Repartir à zéro, comme si la peinture n'avait jamais existé (du 24 octobre 2008 au 2 février 2009)

#### 2009
- Juliette Récamier, muse et mécène (du 27 mars 2009 au 29 juin 2009)
- Exposition-dossier Dessins et estampes néo-classiques (du 16 mai 2009 au 21 septembre 2009)
- Exposition-dossier Philippe Dereux / Jean Dubuffet (du 25 juin 2009 au 18 septembre 2009)
- Picasso, Matisse, Dubuffet, Bacon... Les modernes s'exposent au musée des Beaux-Arts de Lyon (du 10 octobre 2009 au 15 février 2010)
- Autour du bois gravé lyonnais (du 10 octobre 2009 au 15 février 2010)
- Parcours Dation (du 19 novembre 2009 au 15 février 2010)

### De 2010 à aujourd'hui

#### 2010
- Bram et Geer van Velde, deux frères, un nom (du 17 avril 2010 au 19 juillet 2010, prolongée jusqu'au 2 août 2010)
- Exposition-dossier Un siècle de paysages, les choix d’un amateur (du 17 juin 2010 au 4 octobre 2010, prolongée jusqu'au 31 octobre 2010)
- Exposition-dossier L'émotion et la règle (du 19 juin au 4 octobre 2010)
- Louis Cretey, un visionnaire entre Lyon et Rome (du 22 octobre 2010 au 24 janvier 2011)

#### 2011
- Exposition-dossier L'estampe au temps de l'impressionnisme (du 19 janvier au 23 mai 2011)
- Exposition-dossier Max Schoendorff, Accrochage (du 28 janvier au 23 mai 2011)
- Le Génie de l’Orient, l’Europe moderne et les arts de l’Islam (du 2 avril 2011 au 4 juillet 2011)
- Lyon et les arts de l’Islam (du 2 avril 2011 au 19 septembre 2011, prolongée jusqu'au 7 novembre 2011) dans le cadre de l'exposition Le Génie de l’Orient
- Exposition-dossier Jean Chevalier (1913-2002) (du 18 juin 2011 au 3 octobre 2011)
- Ainsi soit-il, collection d'Antoine de Galbert (extraits)(du 16 septembre 2011 au 2 janvier 2012)
- L'Atelier d'Étienne-Martin (du 22 octobre 2011 au 23 janvier 2012)
- Marcel Michaud, le poids du monde (du 22 octobre 2011 au 23 janvier 2012)

#### 2012
- Un jour, j'achetai une momie... Émile Guimet et l'Égypte antique (du 30 mars 2012 au 2 juillet 2012)
- Jean Martin (1911-1996), les années expressives (du 3 mars 2012 au 4 juin 2012)
- Auguste Morisot (1857-1951), du crayon au vitrail (du 23 juin 2012 au 24 septembre 2012, prolongée jusqu'au 15 octobre 2012)
- Soulages XXIe siècle (du 12 octobre 2012 au 28 janvier 2013)
- Exposition-dossier L’Art au creux de la main, la médaille en France aux XIXe et XXe siècles (du 28 novembre 2012 au 31 août 2013)

#### 2013
- Métissages, les collections Denise et Michel Meynet (du 22 février 2013 au 19 mai 2013, prolongée jusqu'au 24 juin 2013)
- Joseph Cornell et les surréalistes à New York : Dalí, Duchamp, Ernst, Man Ray.... (du 18 octobre 2013 au 10 février 2014)
- Tony Garnier et l’Exposition internationale urbaine de 1914 (du 11 décembre 2013 au 18 mars 2014]
- Accrochage Jacques Truphémus (du 11 décembre 2013 au 14 janvier 2014)

#### 2014
- La donation André Dubois (du 25 mars 2014 au 14 juin 2014)
- L'invention du Passé. Histoires de cœur et d'épée, 1802-1850[22] (du 19 avril 2014 au 21 juillet 2014)
Cette exposition est organisée en coordination avec le monastère royal de Brou qui réalise en simultané l'exposition L'invention du passé. « Gothique, mon amour », 1802-1830[23]. L'exposition a pour thème la naissance et le développement en Europe de l'intérêt pour le passé national, à travers la « peinture troubadour » et la peinture de genre historique. Cette exposition est la première sur ce thème depuis quarante ans[24]. Plusieurs critiques soulignent l'intérêt de cette exposition pour à la fois la remise à jour d'un style largement délaissé et qui pourtant à de nombreux liens avec des problèmes de société actuels et les représentations collectives[25].
- -Martin (du 25 juin 2014 au 16 septembre 2014)
- Dialogue avec la Fondation Bullukian (du 8 octobre 2014 au 10 novembre 2014)
- Jacqueline Delubac, le choix de la modernité. Rodin, Lam, Picasso, Bacon (du 7 novembre 2014 au 16 février 2015)
- Exposition-dossier Raymond Grandjean  (du 27 novembre 2014 au 30 mars 2015)

#### 2015
- Parcours Dix ans d’acquisitions, dix ans de passions (du 29 mai 2015 au 21 septembre 2015)
- Lyon Renaissance. Arts et humanisme[26] (du 23 octobre 2015 au 25 janvier 2016)
- Exposition-dossier Les couleurs de la Koré (du 4 décembre 2015 au 29 février 2016)
- Regard sur la scène artistique lyonnaise au XXe siècle (du 3 décembre 2015 au 4 juillet 2016)

#### 2016
- Autoportraits, de Rembrandt au selfie (du 26 mars au 26 juin 2016)
- Henri Matisse, le laboratoire intérieur (du 2 décembre 2016 au 6 mars 2017)
Cette exposition très onéreuse coûte à l'établissement 1.4 million d'euros, pour un budget de fonctionnement de 7 millions[27].

#### 2017
- Exposition-dossier Édouard Pignon, Ostende, 1946-1953, 18 mai - 28 août 2017
- Exposition Le Monde de Fred Deux, 20 septembre 2017 - 8 janvier 2018
- Exposition Los Modernos, 1er décembre 2017 - 5 mars 2018

#### 2018
- Présentation d'Etienne Martin,
- Exposition Hommage à Jacques Truphémus, 17 février - 23 avril
- Exposition Opus, Oh puce, aux puces, Erik Dietman, 9 juin - 17 septembre
- Exposition Claude, un empereur au destin singulier, 1er décembre 2018 - 4 mars 2019

#### 2019
- Exposition Penser en formes et en couleurs, 8 juin 2019 - 5 janvier 2020
- Exposition Drapé : Degas, Christo, Michel-Ange, Rodin, Man Ray, Dürer…, 30 novembre 2019 - 8 mars 2020

#### 2020
- Exposition Picasso : Baigneuses et Baigneurs, 15 juillet 2020 - 3 janvier 2021

#### 2021
- Exposition Hippolyte, Paul, Auguste. Les Flandrin, artistes et frères, 27 mars - 21 juin 2021
- Exposition Par le feu, la couleur, 19 mai 2021 - 27 février 2022
- Exposition L’Odyssée moderne de Louis Bouquet, 19 mai - 29 août 2021
- Exposition A la mort, à la vie !, 27 novembre 2021 - 7 novembre 2022

#### 2022
- Exposition Eric Poitevin. Invité, 20 avril - 28 août 2022
- Exposition Lyon et la naissance de l’égyptologie : François Artaud, Jean-François Champollion, 1er octobre - 31 décembre 2022
- Exposition Poussin & l’amour | Picasso/Poussin/Bacchanales, 26 novembre 2022 - 22 février 2023

#### 2023
- Exposition Voyage en terre d’encens. Collection du Musée national – Sultanat d’Oman, 12 mai - 10 septembre 2023
- Exposition Robert Guinan, Chicago : en marge du rêve américain, 2 juin - 27 août 2023
- Exposition Pierre-Yves Bohm, 17 juin 2023 - 22 janvier 2024
- Exposition Formes de la ruine, 1er décembre 2023 - 22 janvier 2024

#### 2024
- Exposition Connecter les mondes, 21 juin - 1er septembre 2024
- Exposition Fred Deux (1924-2015), 12 juillet 2024 - 6 avril 2025
- Exposition Simon Hantaï (1922-2008), 12 juillet 2024 - 6 avril 2025
- Exposition Zurbaran, réinventer un chef-d’œuvre, 5 décembre 2024 - 2 mars 2025

### Ouvrages
- Histoires d'un musée : Le musée des Beaux-Arts de Lyon, Lyon/Paris, FAGE, 2005, 184 p. (ISBN 2-84975-014-X)
- Patrice Béghain, Bruno Benoit, Gérard Corneloup et Bruno Thévenon (coord.), Dictionnaire historique de Lyon, Lyon, Stéphane Bachès, 2009, 1054 p. (ISBN 978-2-915266-65-8, BNF 42001687)
- Gérard Bruyère, « Peintres et sculpteurs lyonnais du XIXe siècle : essai de répertoire bibliographique », dans Le temps de la peinture : Lyon, 1800-1914, catalogue de l'exposition, Lyon, Musée des Beaux-Arts - Fage, 2007, annexe publiée dans le cédérom joint au catalogue imprimé
- Patrice Béghain, Une histoire de la peinture à Lyon : de 1482 à nos jours, Lyon, S. Bachès, 2011, 363 p. (ISBN 978-2-35752-084-4, BNF 42506537)
- Sylvie Ramond, Geneviève Galliano, François Planet, Salima Hellal, Ludmila Virassamynaïken et Stéphane Paccoud, Le musée des Beaux-Arts de Lyon, Lyon/Paris, Réunion des musées nationaux - Musée des Beaux-Arts de Lyon - Fondation BNP Paribas, 2013, 144 p. (ISBN 978-2-7118-6169-9)

### Articles
- Christine Costa, « Portrait : Sylvie Ramond - directrice du musée des Beaux-Arts de Lyon », le Journal des arts,‎ 28 février 2014